# Schloßkopf (Braunlage)
Der Schloßkopf ist ein 623,5 m ü. NHN hoher Bergrücken im Harz. Er liegt im gemeindefreien Gebiet Harz des niedersächsischen Landkreises Goslar (Deutschland).

## Geographie

### Lage
Der Schloßkopf liegt im Nationalpark Harz. Seine zwei Gipfel liegen 3,5 km südwestlich der Kernstadt von Braunlage, 1,2 km nordnordöstlich des Braunlager Ortsteils Oderhaus und 4 km ostsüdöstlich des Braunlage Stadtteils Sankt Andreasberg.
Ostsüdöstlich vom Schloßkopf entspringt die Trutenbeek, die in Oderhaus in den westlich vorbeifließenden Rhume-Zufluss Oder mündet. Nördlich entspringt der östliche Oder-Zufluss Magdgraben. Nach Osten fällt die Landschaft zum Brunnenbach ab, einem Zufluss der Warmen Bode. Südlich vorbei führt der Abschnitt Braunlage−Oderhaus der Bundesstraße 27 an der Trutenbeek entlang.

### Naturräumliche Zuordnung
Der Schloßkopf liegt in der naturräumlichen Haupteinheitengruppe Harz (Nr. 38) und in der Haupteinheit Oberharz (380) auf der Grenze des zur Untereinheit Südlicher Oberharz (380.8) gehörenden Naturraums Oderbergland (380.81) im Westen und des zur Untereinheit Nördliches und Östliches Brockenvorland (380.6) zählenden Naturraums Östliches Brockenvorland (380.61) im Osten.

### Bergkamm und -gipfel
Der Kamm des bewaldeten Schloßkopfs verläuft von Ostnordosten nach Westsüdwesten. Er hat zwei auf den Dezimeter (623,5 m) gleich hohe Gipfel, die rund 500 m auseinander liegen und etwa zehn Meter eingeschartet sind.

### Burg
Auf dem südlichen Ausläufer des Schlosskopfs befand sich eine Felsenburg. Das Felsplateau umfasste lediglich einen Raum von nur ca. 20 × 40 m Größe und ist durch einen grabenartigen Einschnitt in zwei Hälften geteilt. Im Süden stand darauf ein Turm oder festes Gebäude, im Norden ein weiterer Bau. Die steil abfallende Westseite der Klippe machte eine Befestigung unnötig. Auf den anderen Seiten umgibt ein Graben den Fuß des Felsens. Geröll mit Mörtelresten zeigt im Süden und Südosten eventuell weitere Befestigungselemente an. Zu der Burg ist keine historische Überlieferung bekannt. Aufgrund ihrer Lage am Weg zu den Bergbaurevieren im oberen Odertal liegt aber ein Zusammenhang mit der Erschließung der dortigen Bodenschätze nahe. Lesefunde datieren die Burg in das späte 12. und beginnende 13. Jahrhundert.

## Schutzgebiete
Auf dem Schloßkopf liegen Teile des Fauna-Flora-Habitat-Gebiets Nationalpark Harz (Niedersachsen) (FFH-Nr. 4129-302; 157,7 km² groß) und des Vogelschutzgebiets Nationalpark Harz (VSG-Nr. 4229-402; 155,59 km²). An beide Schutzgebiete grenzt im Osten bis Süden entlang der B 27 das Landschaftsschutzgebiet Harz (Landkreis Goslar) (CDDA-Nr. 321402; 2001 ausgewiesen; 389,75 km²) an.